# Vice-prefeito
Vice-prefeito é o segundo em exercício no cargo do executivo municipal. No Brasil, esse representante é eleito através de voto direto, de quatro em quatro anos, juntamente com o prefeito, de modo vinculado (Constituição Federal Artigo 29, I e II). O vice-prefeito é o substituto do prefeito municipal em caso de ausência por licença ou outro impedimento. Pode e deve exercer função dentro da administração municipal.